# Journy
Journy (flämisch: Jorneke) ist eine französische Gemeinde mit 306 Einwohnern (Stand: 1. Januar 2022) im Département Pas-de-Calais in der Region Hauts-de-France. Sie gehört zum Arrondissement Saint-Omer und zum Kanton Lumbres.

## Geographie
Die Gemeinde Journy liegt im Regionalen Naturpark Caps et Marais d’Opale, etwa sechs Kilometer nordwestlich von Saint-Omer. Nachbargemeinden von Journy sind Audrehem im Westen und Norden, Bonningues-lès-Ardres im Norden und Nordosten, Quercamps im Osten, Alquines im Süden sowie Haut-Loquin im Südwesten.

## Bevölkerungsentwicklung
| Jahr                       | 1962 | 1968 | 1975 | 1982 | 1990 | 1999 | 2006 | 2013 | 2022 |
| -------------------------- | ---- | ---- | ---- | ---- | ---- | ---- | ---- | ---- | ---- |
| Einwohner                  | 256  | 241  | 239  | 221  | 246  | 230  | 266  | 268  | 306  |
| Quellen: Cassini und INSEE |      |      |      |      |      |      |      |      |      |

## Sehenswürdigkeiten
- Kirche Saint-Omer
- alte V1-Rampe aus dem Zweiten Weltkrieg

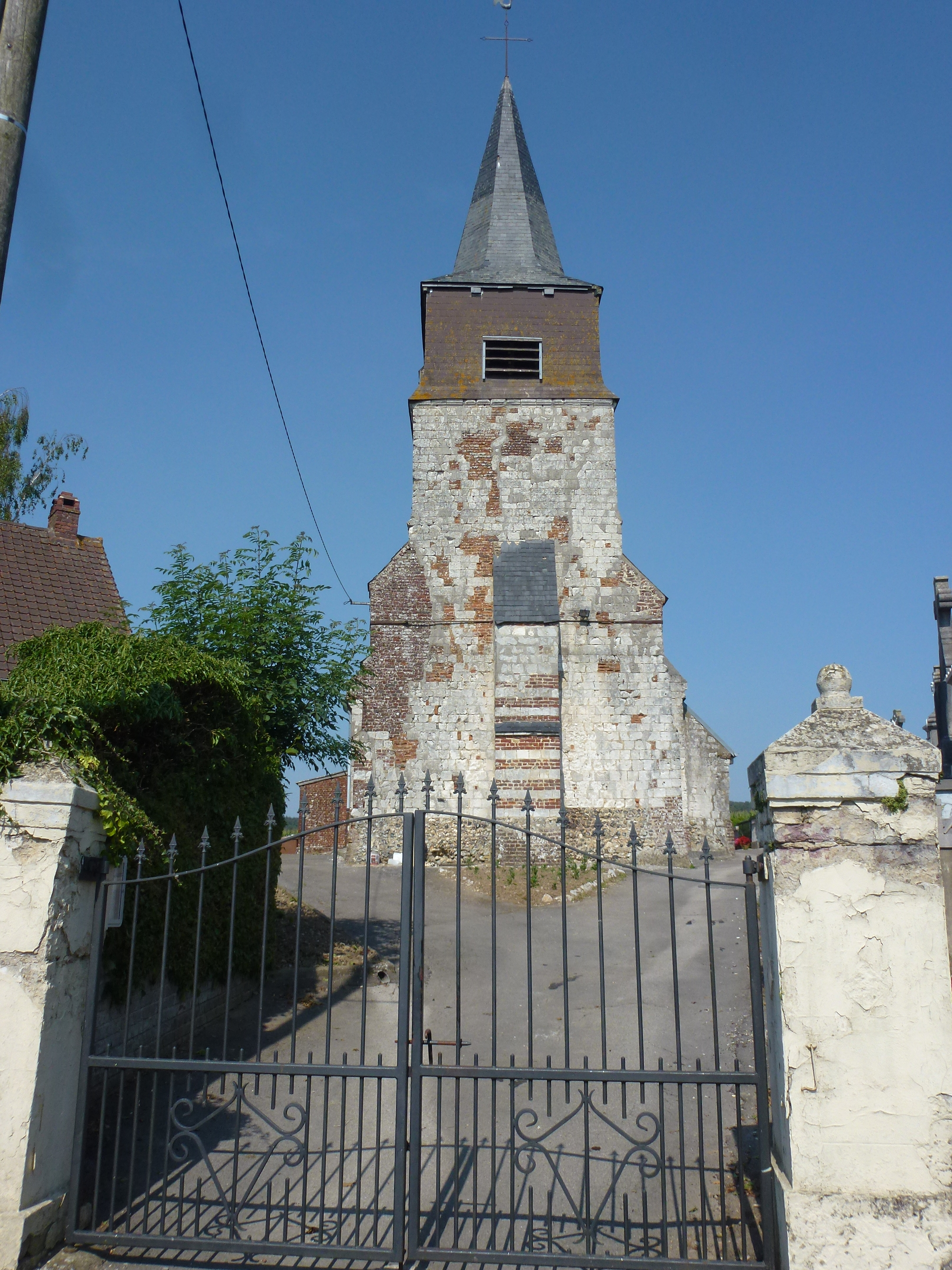
Kirche Saint-Omer
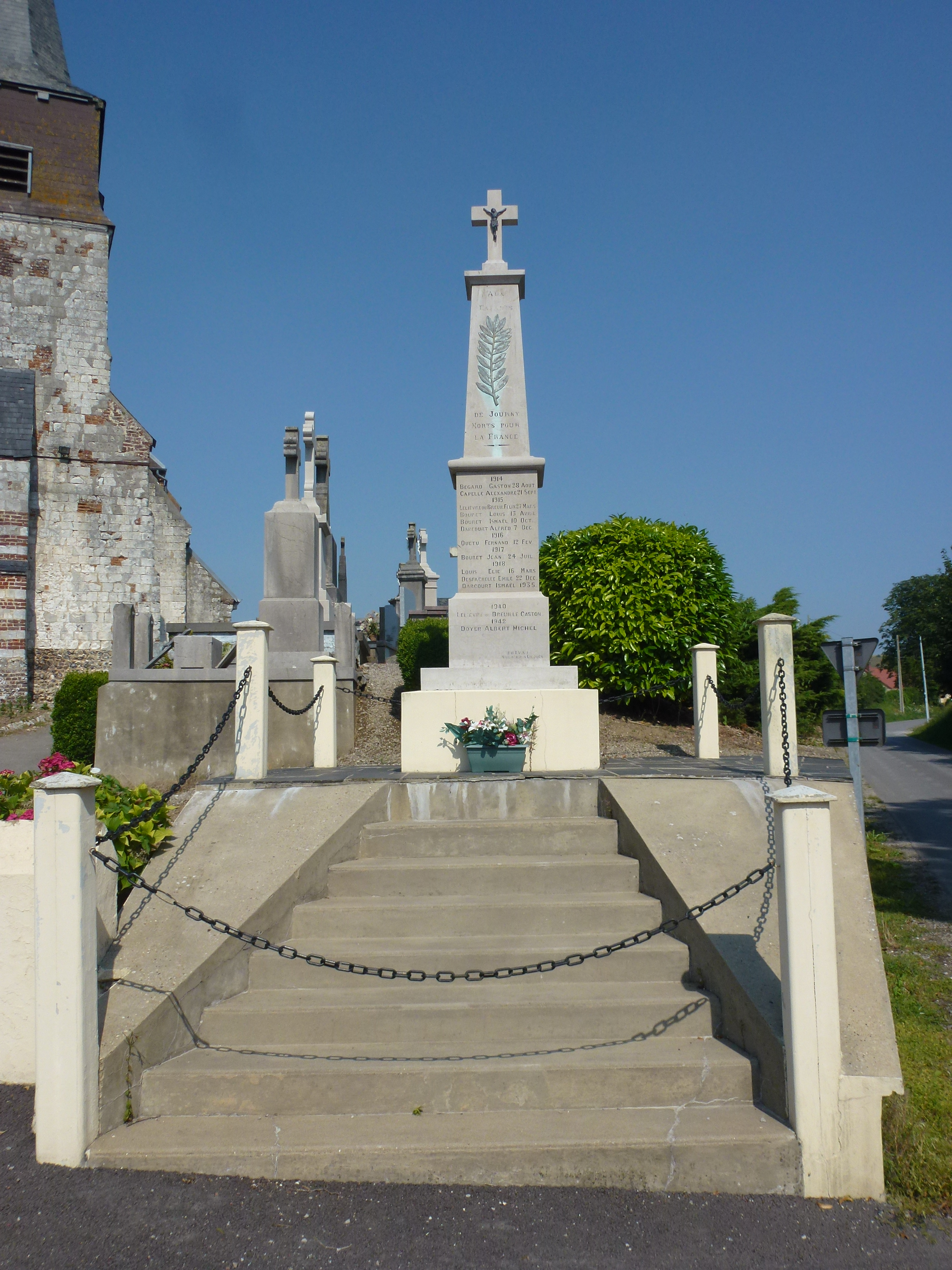
Gefallenendenkmal

## Persönlichkeiten
- Jean-Claude Boulanger (* 1945), Bischof von Bayeux-Lisieux